# Egyptská modř

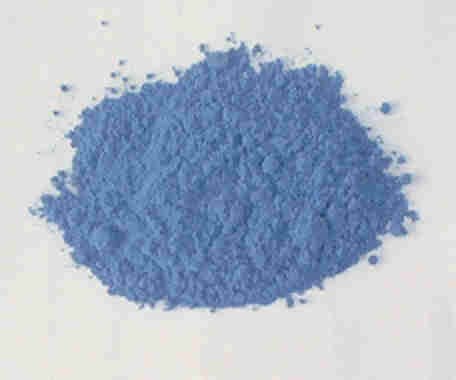
Egyptská modř

Egyptská modř je pigment modré barvy, který používali staří Egypťané již před tisíci lety. Chemickým složením je to podvojný složitý křemičitan, jeho vzorec je CaCuSi4O10. Mineralogicky jde o kuprorivait.
Příprava spočívá v reakci zásaditého uhličitanu měďnatého s oxidem křemičitým a uhličitanem vápenatým žíháním za 800–1 000 °C po dobu několika hodin:

Cu2CO3(OH)2 + 8 SiO2 + 2 CaCO3 → 2 CaCuSi4O10 + 3 CO2 + H2O